# Röckesberg
Der Röckesberg ist eine 165 m ü. NHN hohe Erhebung des Ennert, der das Siebengebirge nach Norden abdacht. Er liegt rechtsrheinisch im Bonner Ortsteil Holtorf.
Nordwestlich befindet sich die für den Höhenzug namensgebende Erhebung Ennert, direkt westlich am Fuße der Dornheckensee, nördlich Niederholtorf und die Holtorfer Hardt, östlich Oberholtorf und südlich Märchensee, Blauer See sowie die nächsten Erhebungen Rabenlay und Kuckstein. Wie der Rest des Ennerts ist der Röckesberg bewaldet. Er verfügt über einen kleinen Aussichtspunkt mit Schutzhütte und Anbindung an Wanderpfade.
Am Röckesberg wurde bis 1940 ein Basaltsteinbruch betrieben, in dem anschließend der Dornheckensee entstand.

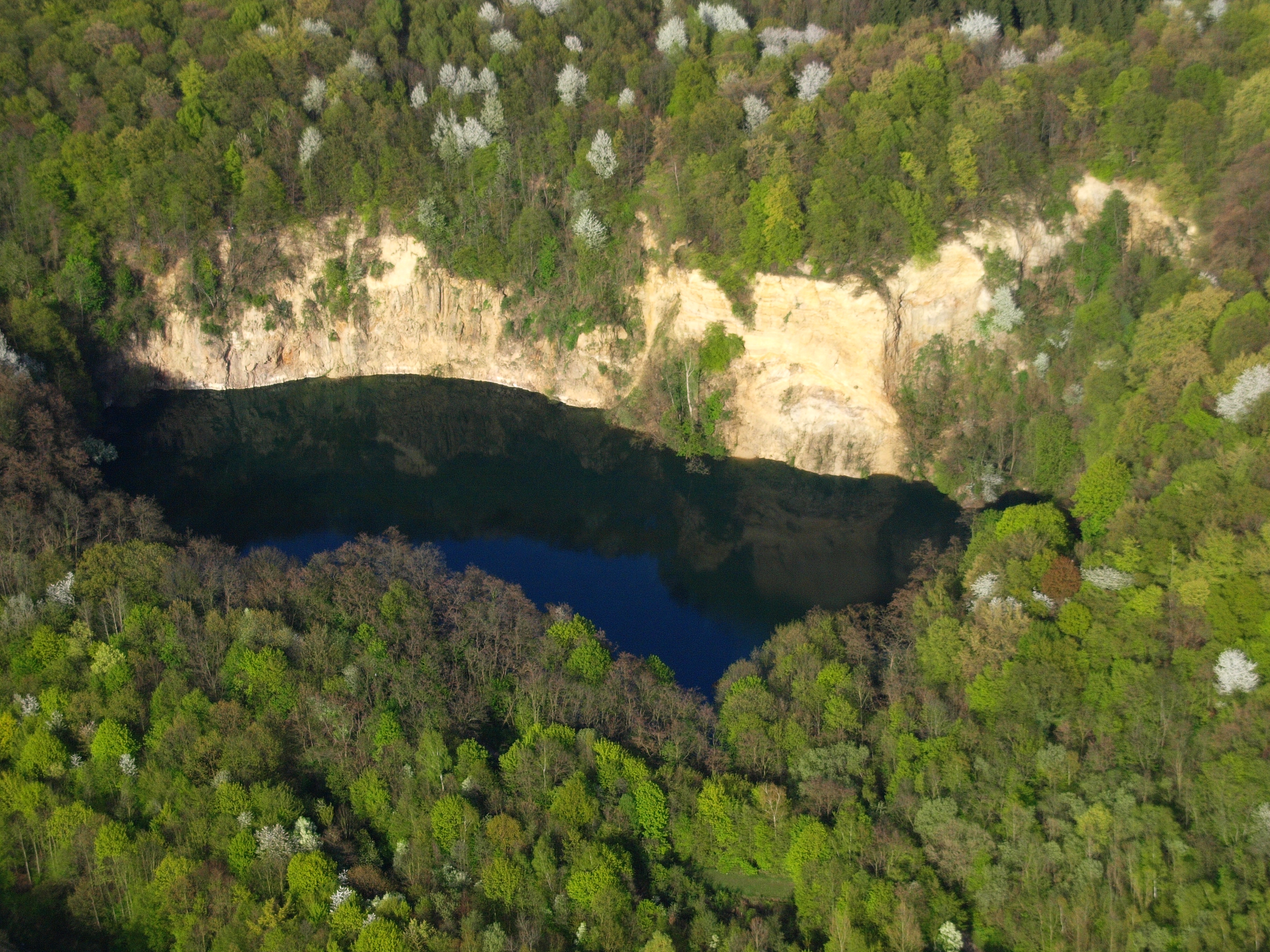
Steilhang des Röckesbergs mit Dornheckensee